# 안봉순
안봉순(安奉舜, Ahn Bong-Soon, 1894년 3월 1일~1967년 2월 25일)은 임정 의정원과 광복군 군경관 직에서 활동한, 대한민국의 독립운동가이자, 임정 시대의 경찰관 겸 정치인이고, 본관은 순흥(順興)이다.

## 생애
독립운동가 안봉순(安奉舜) 선생은, 아버지 안길언(安吉彦) 선생과 어머니 김길화 여사의 사이에서 4남 가운데 넷째 아들(막내)로, 1894년 3월 1일 평안도 덕천 성양면 연풍리 651번지에서 출생하였다. 1937년 7월 중일 전쟁 때 나월환, 김동수, 박기성 등이 중화민국 대륙 국민정부 시대 산시성(陝西省)의 시안(西安)을 근거지로 조직한 한국청년전지공작대(韓國靑年戰地工作隊)에 1940년에 경관(警官)으로 입대하여, 이후 초모(招募), 선전공작, 정보수집 등의 임무를 수행하였다. 그리고 1942년에 중국 중앙전시간부훈련 제4단 특과총대학원대 한청반(中國 中央戰時幹部訓練 第4團 特科總大學員隊 韓靑班)에서 동창생 문응국<文應國>)과 함께 군사훈련교육을 마쳤다.
1942년 5월 광복군 제5지대가 해체되고 제2지대로 재편된 후 시안(西安)을 중심으로 철기 이범석 선생과 함께 광복군 제2지대에서 활동하였고, 그해 10월 충칭(重慶)으로 이동해 광복군 총사령부에서 복무하였다. 이후 1943년 한국광복군 총사령부 소속으로 보충대 양성을 시키고 군사 훈련을 시켰던 토교대 대원으로서 활동하였다. 중경경찰국에서 작성한 ｢重慶警察局韓僑調査表｣에 따르면 당시 토교정가 146호에는 49세의 안봉순은 제2지대 소속으로 이상만(한국 독립당, 61세), 민병길(한국독립당, 60세)과 함께 토교대 대원으로 주로 임정 내무부 산하의 경위대와 배치되어 활동하였다. 그 후 안봉순은 신익희와 함께 대한민국 임시정부 내무부(총무과)에서 활동하였다. 1943년 10월 임시 정부 의정원에서 전라도의원으로 여러 안건을 심의하고 의결하는 활동하였다.
1944년 임시의정원의 의원으로서 소속정당은 중경 한국독립당 소속의 의원이었다. 1944년 4월 15일 당시 의원명단은 김구, 이시영, 지청천등과 함께 25명이 있었다.
1945년 해방이 되어 김구, 이시영, 조소앙, 신익희 등 모든 요원들이 대한민국으로 입국하기 전 해방의 감격을 기념하여 환국 기념 서명포를 만들었다. 그 후 이것은 아들인 안인건에 의하여 독립기념관에 기증되었으며, 제 6 전시관(나라세우기)에 전시되어있다.
1967년 2월25일에 사망했으며 영령은 순천천주교묘지에 안장되었다가 그 후 1990년 국립대전현충원에 배우자인 윤봉철과 합장 이장되었다(애국지사묘 제219호). 1963년 대통령표창을, 1977년에 건국포장을, 1990년에 건국훈장 애국장이 추서되었다. 아들 안인건은 대한무역진흥공사(현재 대한무역투자진흥공사, Kotra)에 근무하면서 1978년부터 1981년까지 일본 삿포로 무역관장을 역임였다. 배은희와 결혼하여 손자로 안명준 교수와 선교사였던 안승준 박사, 상명대학교의 안범준 교수, 안원숙, 그리고 안현숙 화가가 있다. 안봉순의 딸 안인선은 덕천에서 출생하여 남한으로 내려왔으며, 일제시대에 신여성으로 학문성과 창의성이 뛰어났고 영화사업가로 활동하였다. 전중길과 결혼하여 자녀로 전태남 의사, 전형석 교수, 전경자 그리고 전준석이 있다.

임시정부 요인 환국 기념 서명포(독립기념관, 기증:독립운동가 안봉순의 아들 안인건)

## 상훈
- 대한민국 건국훈장 애국장(1990년 12월 26일)
- 대한민국 건국포장(1977년)
- 대한민국 대통령표창(1963년 8월 13일)

## 가족 관계
- 아들: 안인건(1927년 4월 5일-)
- 자부: 배은희(1931년 6월 26일-)
  - 손자: 안명준(평택대학교), 안승준(교장, RTC 우간다), 안범준(상명대학교)
  - 손부: 노혜선, 엄옥희, 이형남
    - 증손자: 안필주, 안성주(처 이예랑), 안덕주, 안찬주, 안혁주
      - 고손자: 안성주의 자녀- 안준서, 안이서

    - 증손녀: 안영주, 안윤주

  - 손녀: 안원숙, 안현숙
  - 손서: 정병철(자 정동재), 신형삼(자 신한준)
- 딸: 안인선
- 사위: 전중길
  - 외손자: 전태남, 전형석, 전준석
  - 외손녀: 전경자

## 사진들

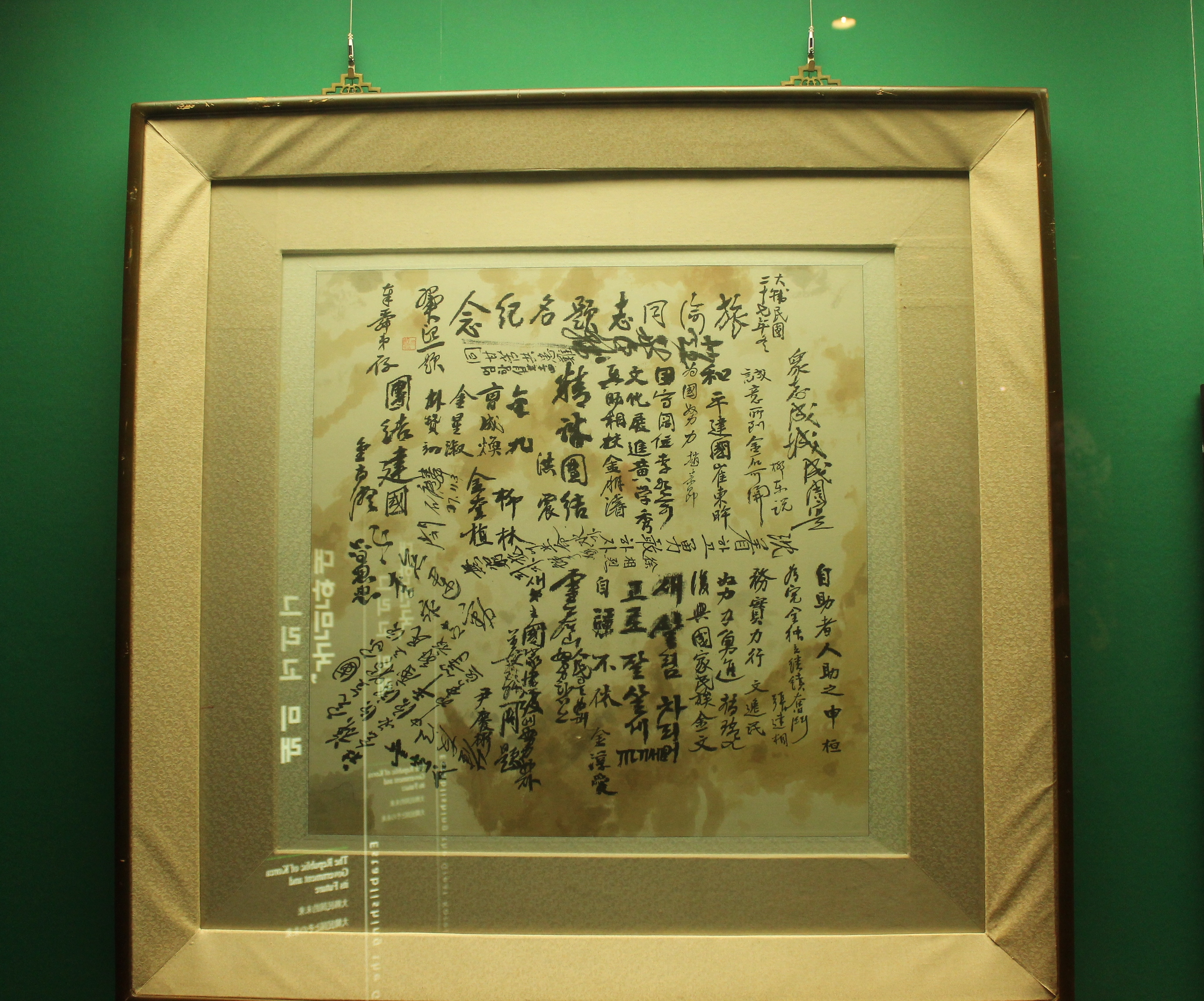
임시정부 요인 환국기념서명표(아들 안인건 기증), 맨 좌측 상단에 "봉순제 존(奉舜 弟 存)"이라고 쓰여있다. 1945년, 독립기념관
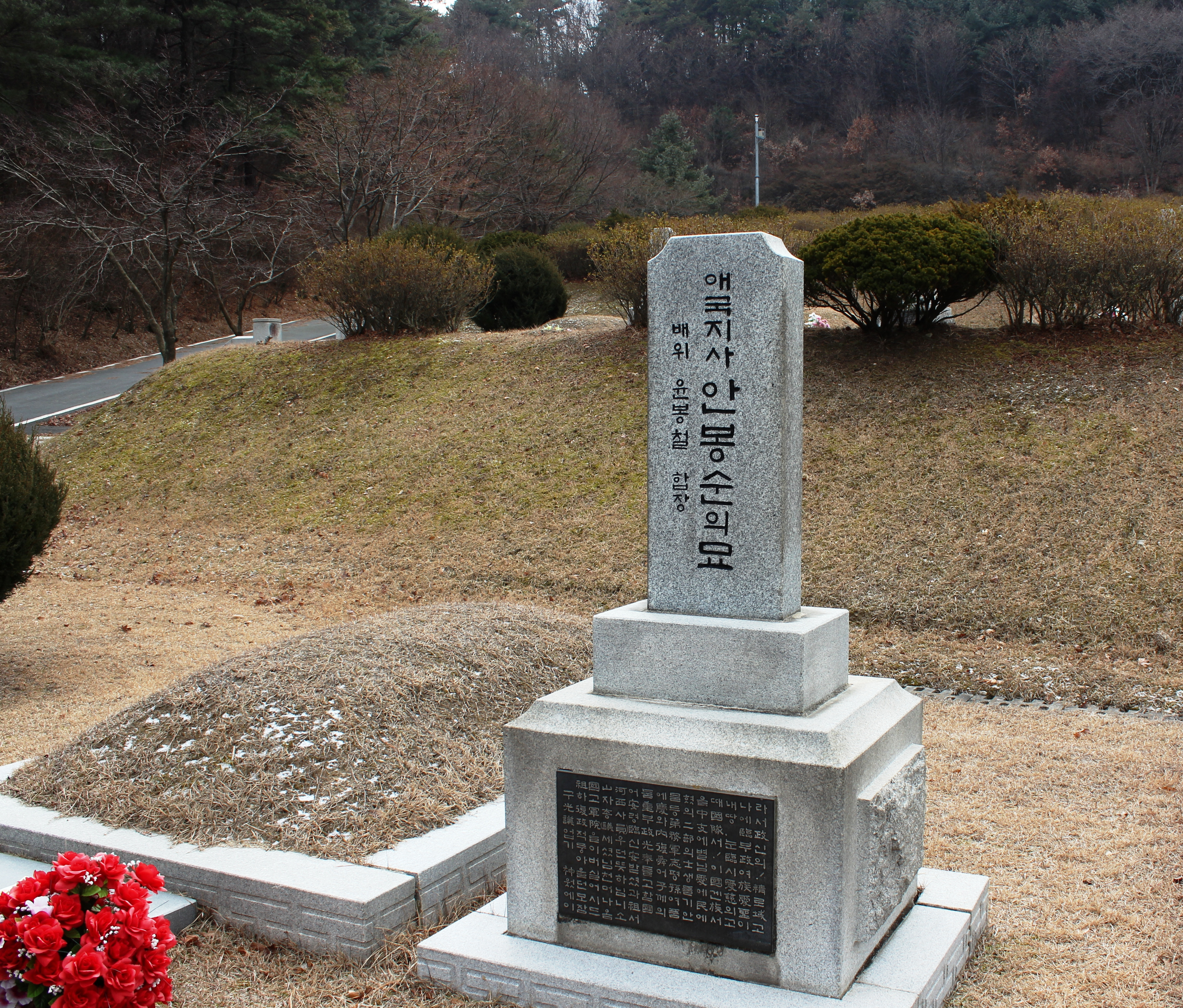
안봉순 독립운동가 대전현충원 묘소
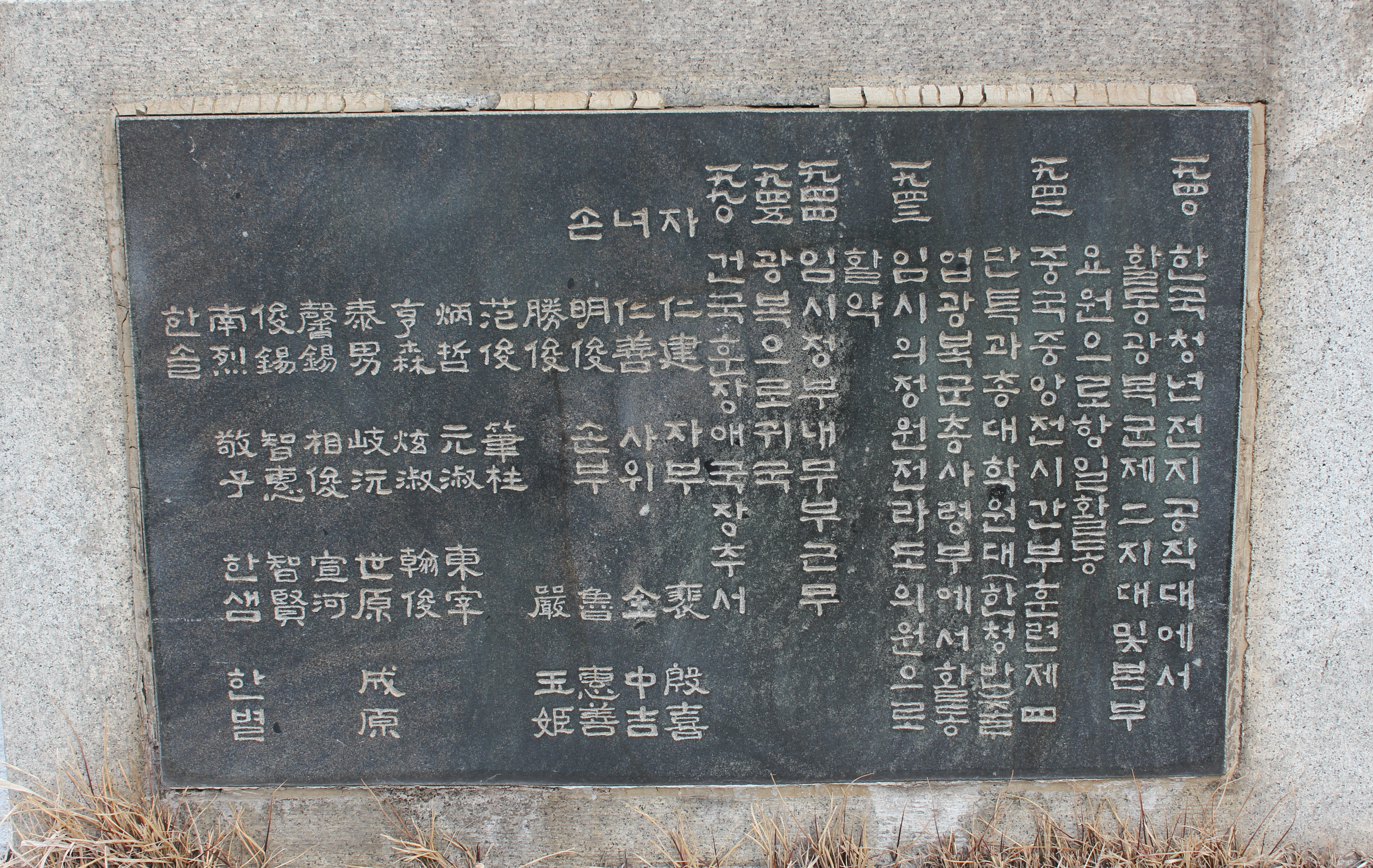
안봉순 독립운동가 약력과 후손, 대전 국립현충원
안봉순의원 당선증(국사편찬위원회)
해방을 기념하여 독립운동가들의 서명포 1945년 11월

## 같이 보기
- 안명준
- 문응국
- 김구
- 이시영
- 조소앙
- 신익희
- 독립기념관
- 한국 광복군
- 대한민국 임시정부

## 참고 문헌
- Kim Joo Hyun, <The Independence Hall of Korea> (Shin Saeng Printing Association, 2010)
- "안봉순," p. 388, p. 618 한국독립운동사, 자료 I 의정편 I, 국사편찬위원회, 1970
- 안봉순 네이버 백과사전
- "안봉순," 두산백과사전
- "안봉순," 한국민족문화대백과사전
- 독립운동사 6(독립운동사편찬위원회, 1975)
- 大韓民國獨立有功人物錄(國家報勳處, 1997)
- 안봉순, 국가보훈처
- 『대한민국독립유공인물록』(국가보훈처, 1997)
- 『독립운동사』6(독립운동사편찬위원회, 1975)